# Erft
De Erft is een 103 km lange zijrivier van de Rijn. Deze rivier stroomt op Duits grondgebied, meer bepaald in de deelstaat Noordrijn-Westfalen.

## Verloop
De Erft ontspringt aan de noordwestrand van het tot het Eifelgebergte behorende Ahrgebergte in het district Euskirchen van de deelstaat Noordrijn-Westfalen. De bron bevindt zich nabij de Himberg (550 m) nabij Nettersheim (Ortsteil Holzmülheim). Van daaruit stroomt ze aanvankelijk in noordoostelijke en dan overwegend noordelijke richting naar Bad Münstereifel en Euskirchen richting Weilerswist waar ze aan het autosnelwegknooppunt Kreuz Bliesheim eerst de A 61 en vervolgens de A 553 kruist. Een beetje ten noorden van Erftstadt kruist ze de A 1 en vloeit dan langsheen de A 61 richting Kerpen, Bergheim en Bedburg. Voor Grevenbroich kruist de rivier de voormalige Bundesautobahn 540 en bereikt Neuss, waar ze eerst de A 57 kruist en daarna in een vlak landschap bij Grimlinghausen, een stadsdeel van Neuss, in de Rijn uitmondt.
Op dit traject doorstroomt de rivier drie districten; stroomafwaarts gezien zijn dit Euskirchen, Rhein-Erft-Kreis en Rhein-Kreis Neuss.
Een groot gedeelte van het dal van de Erft ligt in het Naturpark Rheinland. Diverse gebieden van de Erftoever zijn natuurreservaat, er is onder andere ooibos aanwezig. Andere gebieden langs de Erft, zoals te Kerpen, zijn ingebed in stadsparken en recreatievoorzieningen. Langsheen de Erft is een fietspadennet aangelegd. De 110 km lange 'Erftradweg' loopt van de bron tot aan de monding van de rivier.
De Erft wordt in de zevende eeuw voor het eerst in een document vermeld als 'Arnapa', het is dus een apa, een zeer oud hydroniem.

## Zijbeken
De Erft heeft talrijke, meest korte, zijbeken, die geen van alle van ander belang zijn dan voor de waterhuishouding en als natuurgebied, waaronder de:
- Veybach
- Swist (met 43 km lengte de langste zijbeek, zie ook Swisttal)
- Rotbach
- Neffelbach
- Gillbach
- Norf
- Wiebach

## Afbeeldingen

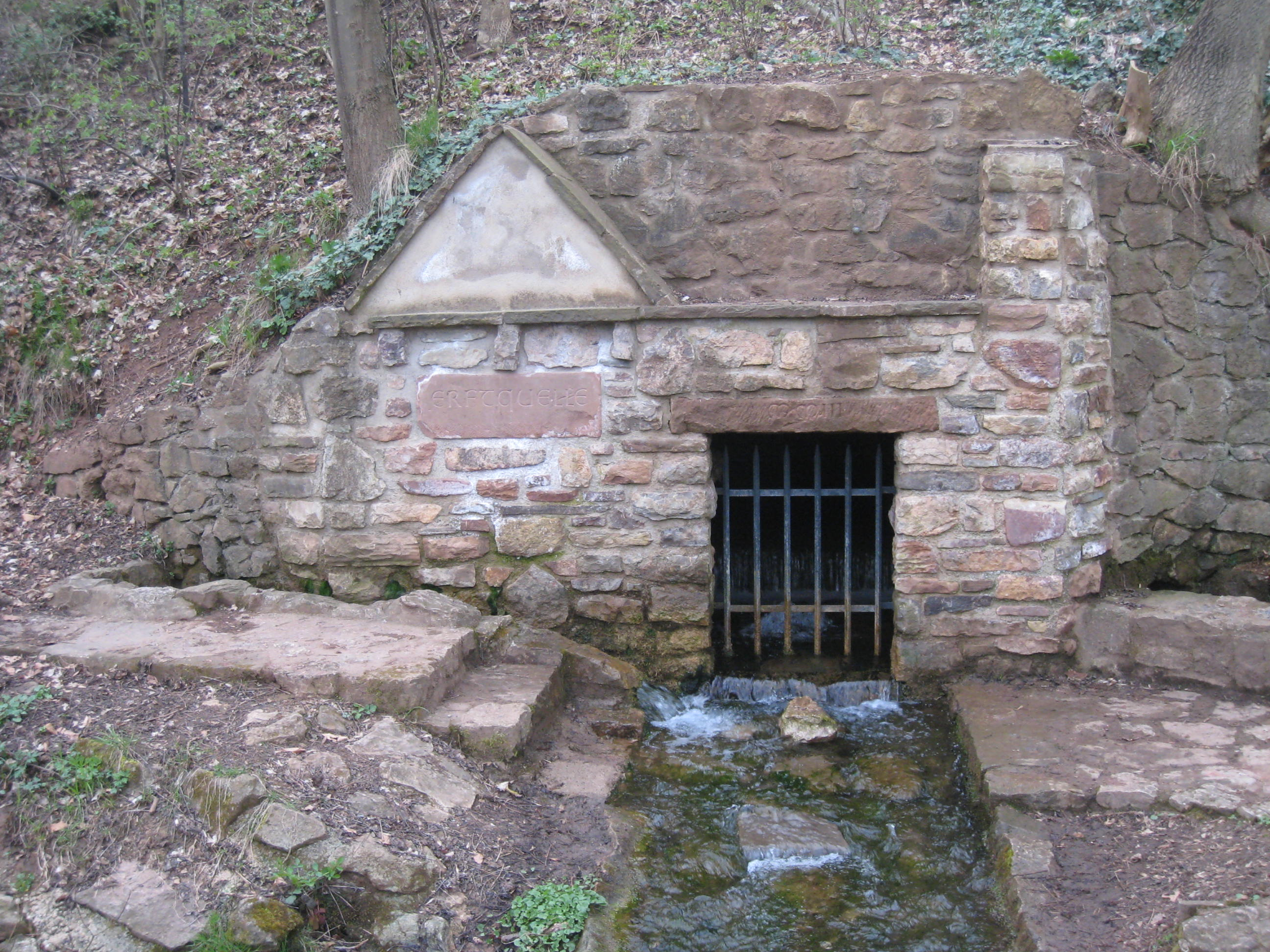
Bron van de Erft bij Holzmülheim
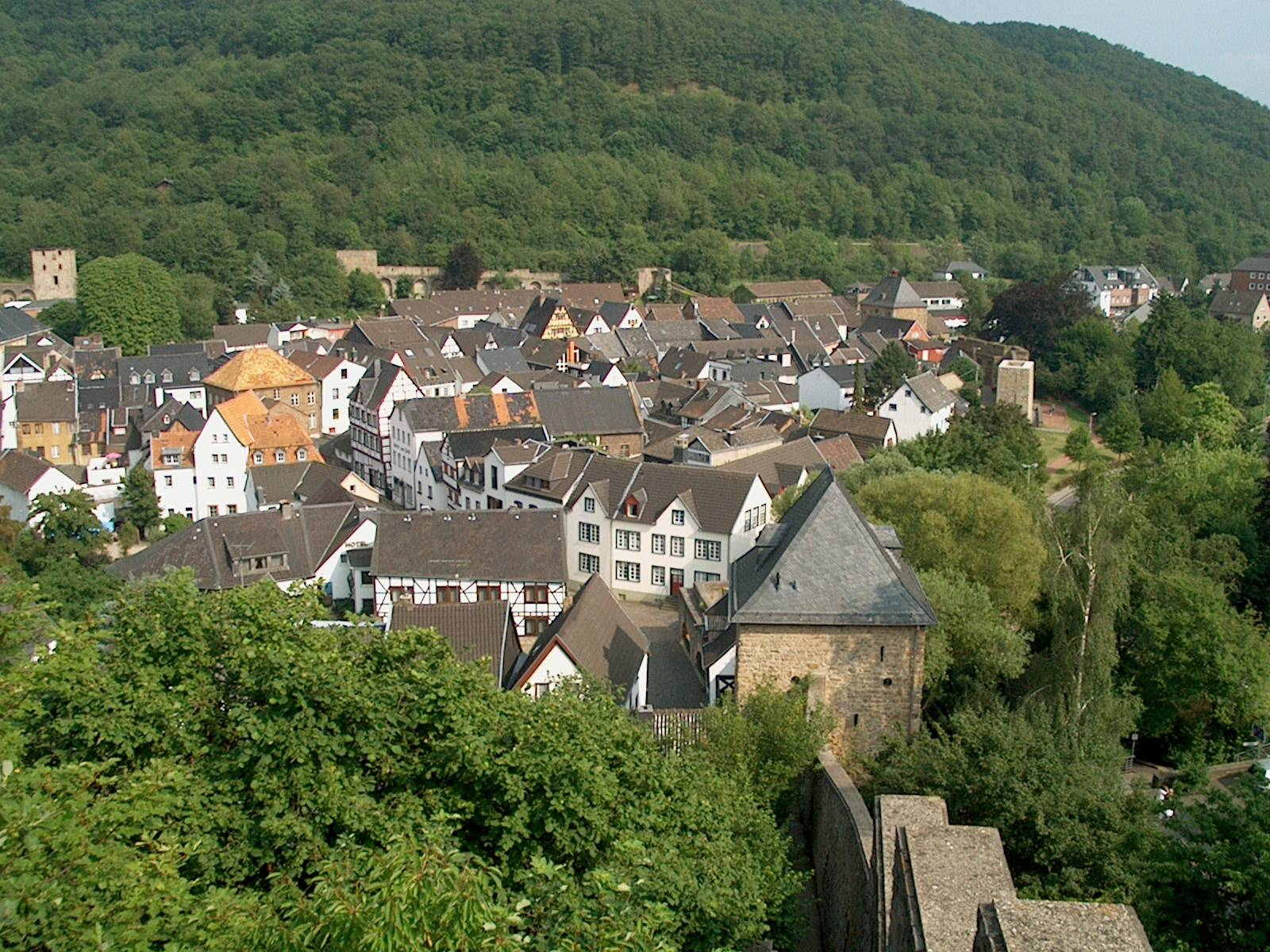
Bad Münstereifel, de belangrijkste plaats aan de bovenloop van de Erft
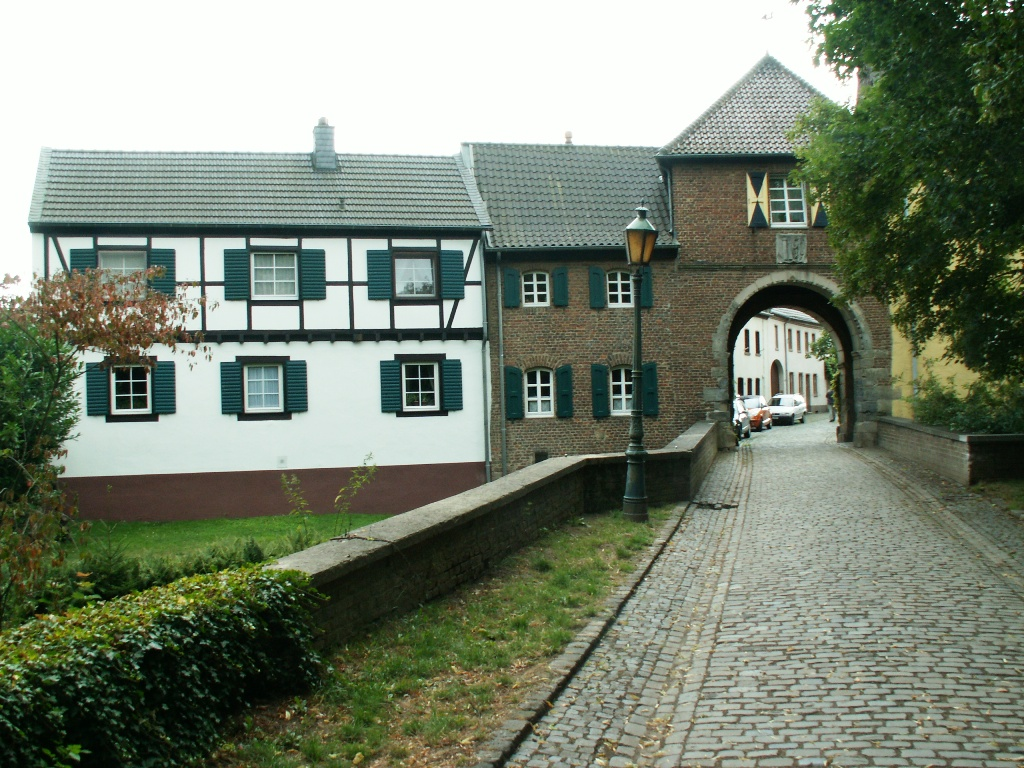
Erftpoort te Bedburg, Ortsteil Kaster
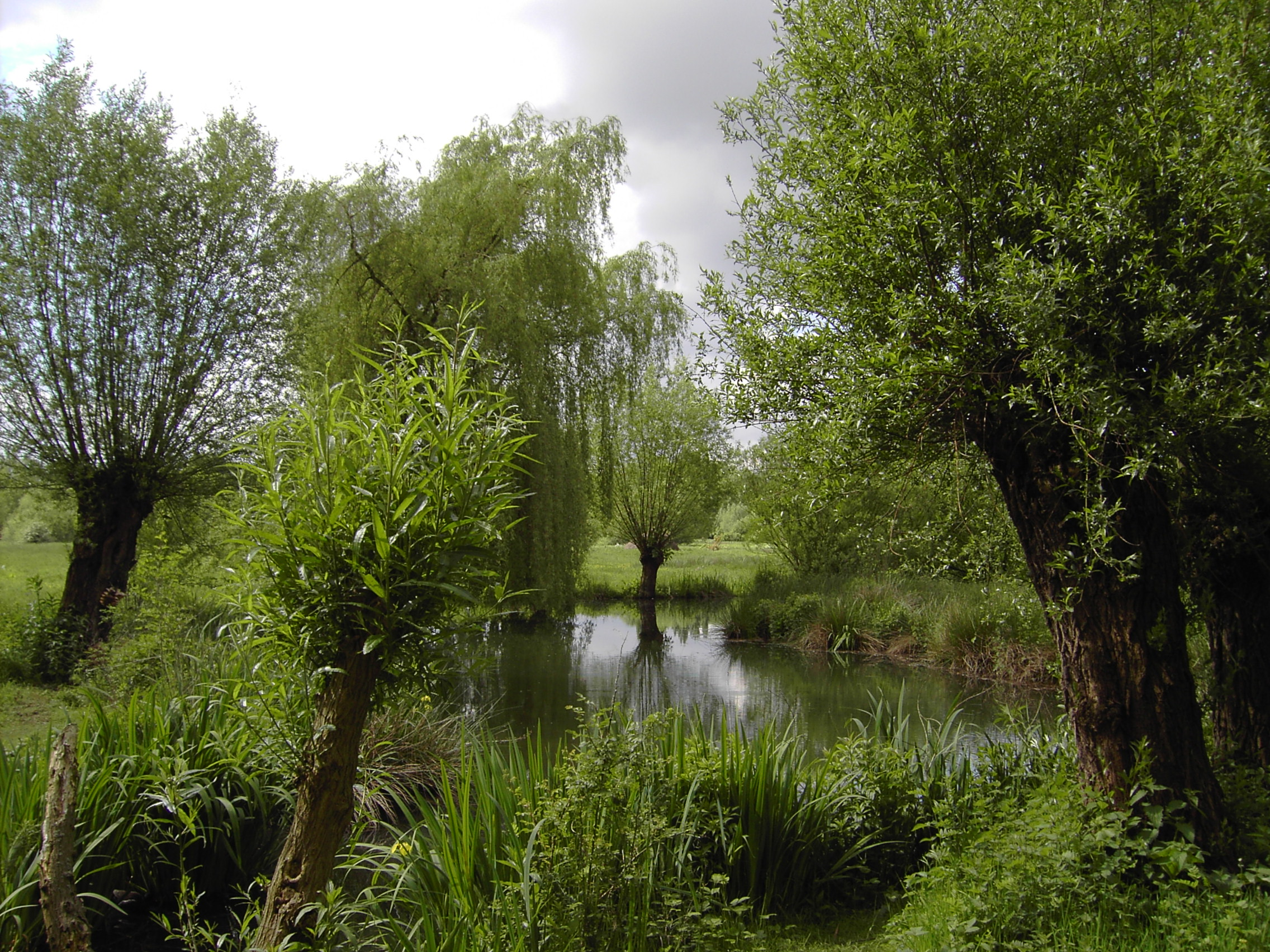
Oevers van de Erft, dicht bij de monding (1)
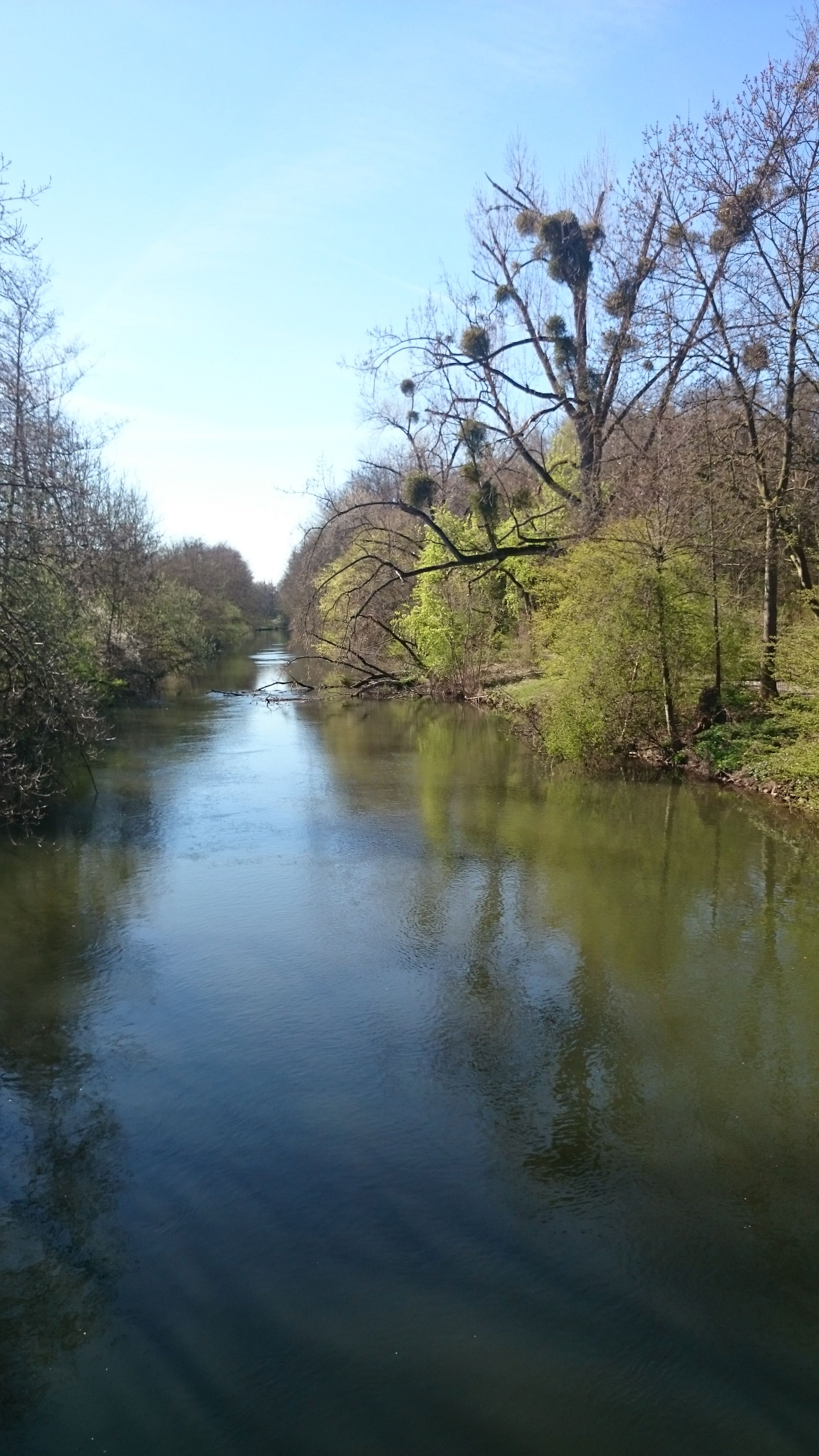
Oevers van de Erft, dicht bij de monding (2)
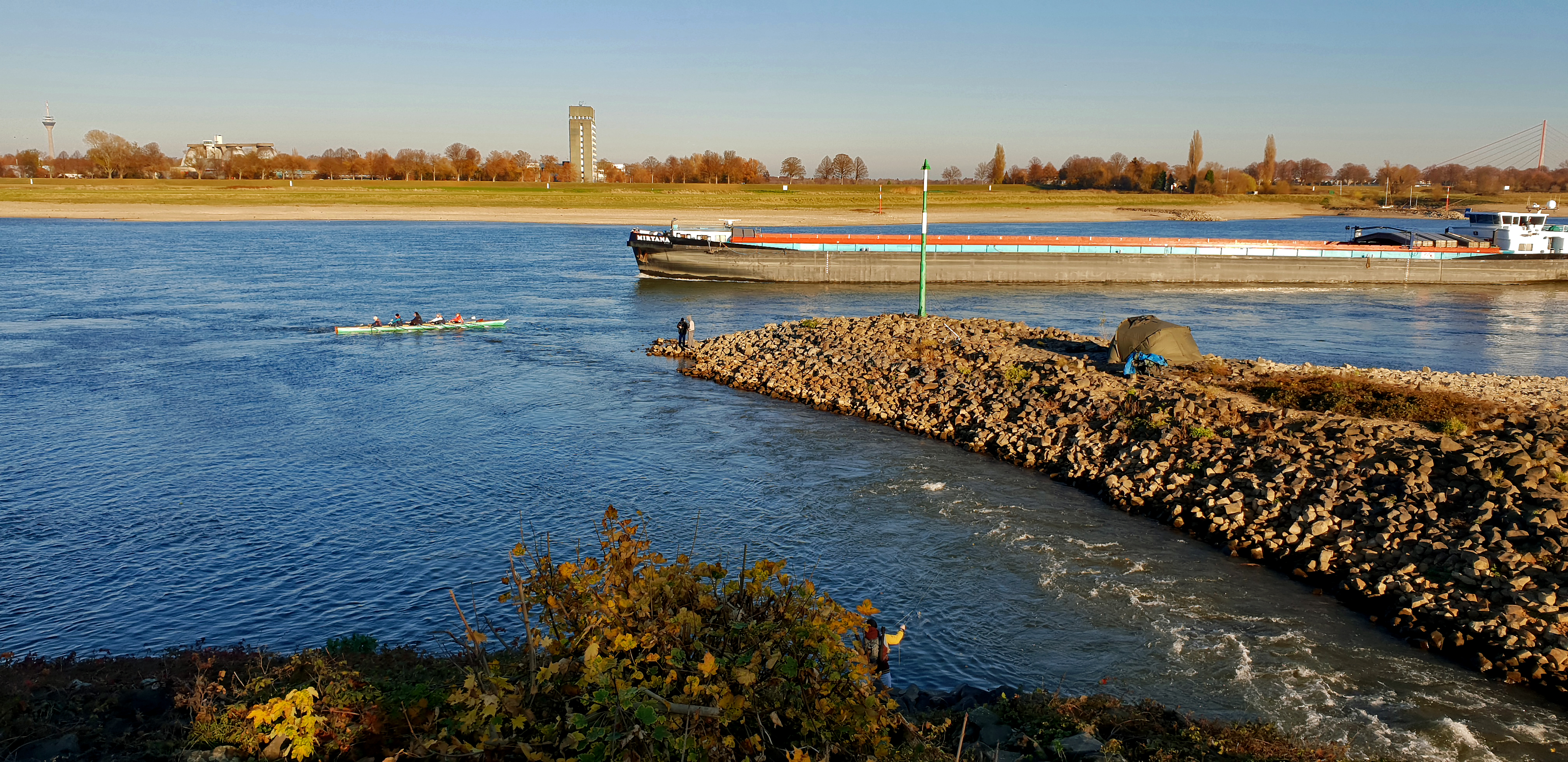
Monding van de Erft in de Rijn

- Virtual International Authority File: 244521384